# Quyền rút vốn đặc biệt
Quyền rút vốn đặc biệt, viết tắt là SDRs (từ các chữ tiếng Anh Special Drawing Rights) là đơn vị tiền tệ qui ước của một số nước thành viên của Quỹ Tiền tệ Quốc tế. SDRs có mã tiền tệ ISO 4217 là XDR.

## Lịch sử
SDRs được Quỹ Tiền tệ Quốc tế đặt ra năm 1969 theo đề nghị của 10 nước trong Câu lạc bộ Paris gồm: Bỉ, Canada, Pháp, Ý, Nhật Bản, Hà Lan, Thụy Điển, Anh, Mỹ, Đức. Khi được khai sinh, SDRs là tài sản dự trữ có tính chất quốc tế nhằm bổ sung cho tài sản dự trữ của các quốc gia thành viên. Tại thời điểm này hệ thống tỷ giá hối đoái cố định trong khuôn khổ Hiệp ước Bretton Woods đang tồn tại nên các nước tham gia hiệp ước phải đảm bảo dự trữ vàng hoặc tiền tệ mạnh để có thể sử dụng nó mua vào nội tệ khi cần thiết nhằm duy trì tỷ giá hối đoái. Với sự phát triển của thương mại và tài chính quốc tế, đến lúc đó nguồn lực dự trữ chủ yếu bằng vàng và USD của các quốc gia trở nên không đủ đáp ứng. SDRs ra đời cung cấp cho các quốc gia thành viên một nguồn lực bổ sung để có thể duy trì tỷ giá hối đoái của đồng nội tệ. Quỹ tiền tệ quốc tế nhận tiền đóng góp (tương ứng là quyền biểu quyết) và sử dụng nguồn góp đó, cộng thêm với các tài trợ khẩn cấp đặc biệt để cho một số nước thành viên vay, nhằm ổn định cung cầu tiền tệ, tỷ giá hối đoái, cán cân thanh toán ngắn hạn. Số tiền cụ thể mà mỗi quốc gia phải đóng góp được IMF xem xét quyết định căn cứ tình hình kinh tế của quốc gia đó. Trước ngày 1 tháng 4 năm 1978, cứ 5 năm một lần, IMF sẽ xem xét lại số tiền mà mỗi thành viên phải đóng góp (tăng lên hoặc giảm đi), từ ngày 1 tháng 4 năm 1978 trở đi, việc này được thực hiện 3 năm một lần.

## Sử dụng
- SDRs có thể được sử dụng trong quan hệ tín dụng giữa các nước thành viên IMF với quỹ này cũng như trong thanh toán cán cân thương mại giữa các quốc gia.
- Khi giải ngân, có thể quy đổi ra một loại tiền tệ mạnh nào đó như Đô la Mỹ, Euro, hoặc Yên Nhật,... tùy tình huống.
- SDRs cũng được sử dụng trong một số thỏa thuận, công ước quốc tế như Công ước Warsaw về trách nhiệm vật chất của các hãng hàng không đối với hành khách, hành lý, hàng hóa chuyên chở; sử dụng để tính toán cước bưu chính, viễn thông quốc tế theo thỏa thuận giữa các nước thành viên Liên minh Bưu chính Thế giới (Universal Postal Union), Liên minh Viễn thông Quốc tế (International Telecommunication Union).

Tuy nhiên nó chỉ là đơn vị qui ước, chỉ được sử dụng để tính toán chứ không thực sự tồn tại trong lưu thông do vậy người ta không thể tiêu nó như các loại tiền tệ dùng trong lưu thông khác.
Mặc dù việc tính toán để phân bổ SDRs nói chung được thực hiện 5 năm một lần nhằm đáp ứng nguồn lực dự trữ bổ sung trên phạm vi toàn cầu trong dài hạn nhưng từ khi ra đời cho đến nay, IMF mới quyết định phân bổ SDRs 2 lần. Lần thứ nhất trong giai đoạn 1970-1972 với tổng số 9,3 tỷ USD, lần thứ hai trong giai đoạn 1979-1981 đưa tổng số đã phân bổ lên 21,4 tỷ USD. Trong điều kiện chế độ tỷ giá hối đoái thả nổi hiện nay, vai trò của SDRs với tư cách là tài sản dự trữ bổ sung rất hạn chế, nó chủ yếu phát huy tác dụng như một đơn vị tính toán. Năm 1997, IMF đã phê chuẩn đề nghị về khoản phân bổ đặc biệt và một lần của SDRs để nâng tổng mức phân bổ lên gấp đôi (42,8 tỷ USD) do hơn 20% thành viên gia nhập IMF sau năm 1981 chưa từng được phân bổ SDRs. Cũng xuất phát từ thực trạng vai trò của SDRs đã bị hạn chế và một thực tế là tổng tài sản dự trữ của các quốc gia là khoảng 1,6 nghìn tỷ USD đang nằm ngủ trong khi nguồn lực nhằm đạt được các Mục tiêu Phát triển Thiên niên kỷ của Liên hợp quốc đang thiếu hụt, năm 2001, nhà tài phiệt George Soros và nhà kinh tế học Joseph Stiglitz đã đưa ra đề nghị dùng các khoản phân bổ SDRs cho đầu tư phát triển. Trước hết, họ đề nghị Mỹ phê chuẩn quyết định của IMF năm 1997 rồi sau đó việc phân bổ SDRs sẽ được tiến hành hàng năm. Ngân sách này phần lớn sẽ do các nước phát triển đóng góp và chỉ sử dụng cho các chương trình được IMF phê duyệt. Những chương trình này tập trung cho cung cấp hàng hóa công cộng, cải thiện mối quan hệ giữa khu vực công cộng với khu vực tư nhân...ở các nước đang phát triển như sức khỏe cộng đồng, giáo dục, cải cách hệ thống pháp lý..., riêng xóa đói giảm nghèo không nằm trong phạm vi chương trình. Chương trình sẽ được tiến hành không chỉ qua con đường chính phủ mà còn bởi các tổ chức phi chính phủ hay kết hợp giữa khu vực công cộng với khu vực tư nhân. Tuy vậy cho đến nay, tất cả mới chỉ dừng ở dự định và đề nghị.

## Định nghĩa
Từ 1969 đến tháng 6 năm 1974, SDRs được định nghĩa bằng giá trị của USD và USD xác định theo giá trị so với vàng:
- Từ 1969 đến ngày 17 tháng 12 năm 1971: 35 USD = 1 oz vàng.
- Từ ngày 18 tháng 12 năm 1971 đến ngày 11 tháng 2 năm 1973: 38 USD = 1 oz vàng.
- Từ ngày 12 tháng 2 năm 1973 đến ngày 30 tháng 6 năm 1974: 42,22 USD = 1 oz vàng.

Năm 1973, chế độ tỷ giá hối đoại cố định sụp đổ nên từ tháng 7 năm 1974 đến nay, SDRs được định nghĩa theo các điều kiện của một rổ tiền tệ, bao gồm các loại tiền tệ chính được sử dụng trong thương mại và tài chính quốc tế:
- Từ tháng 7 năm 1974 đến ngày 31 tháng 12 năm 1980: rổ tiền tệ bao gồm 16 loại tiền mà mỗi loại chiếm tỷ trọng từ 1% trở lên trong thương mại quốc tế. Trong giai đoạn đầu (đến hết tháng 6 năm 1978, tỷ trọng này dựa trên số liệu thống kê từ năm 1968 đến 1972, giai đoạn còn lại dựa trên số liệu thống kê từ năm 1972 đến 1976.
- Từ năm 1981 đến 1999: các loại tiền tệ trong rổ là mác Đức, frăng Pháp, bảng Anh, yên Nhật, đô la Mỹ.
- Từ 1999 cho đến 2016: rổ tiền tệ gồm euro, bảng Anh, yên Nhật, đô la Mỹ.
- Từ 1/10/2016 đến nay: rổ tiền tệ gồm euro, bảng Anh, yên Nhật, đô la Mỹ và nhân dân tệ.[1]

Tỷ lệ mỗi loại tiền tệ tạo ra một XDR được chọn theo tầm quan trọng tương đối của nó trong thương mại và tài chính quốc tế. Việc xác định loại tiền tệ trong rổ SDR và tỷ lệ của nó do Ban lãnh đạo của IMF thực hiện sau mỗi 5 năm. Tỷ lệ của các loại tiền tệ trong giai đoạn từ 1981 tới 2010 là:
- 1981–1985: USD 42%, DEM 19%, JPY 13%, GBP 13%, FRF 13%
- 1986–1990: USD 42%, DEM 19%, JPY 15%, GBP 12%, FRF 12%
- 1991–1995: USD 40%, DEM 21%, JPY 17%, GBP 11%, FRF 11%
- 1996–2000: USD 39%, DEM 21%, JPY 18%, GBP 11%, FRF 11%
- 2001–2005: USD 45%, EUR 29%, JPY 15%, GBP 11%
- 2006–2010: USD 44%, EUR 34%, JPY 11%, GBP 11%
- 2010-2015:[2]
- 2015-nay: USD 41.73%, EUR 30.93%, CNY 10.92%, JPY 8.33%, GBP 8.09%[3]

Tỷ giá hối đoái mà IMF sử dụng để tính toán và công bố giá trị của SDR hàng ngày là tỷ giá trên thị trường ngoại hối London, nếu thị trường này đóng cửa thì dùng tỷ giá trên thị trường ngoại hối New York, cuối cùng là tỷ giá trên thị trường ngoại hối Frankfurt sẽ được sử dụng nếu thị trường New York cũng đóng cửa.
Ngày 1 tháng 4 năm 2007, tỷ giá quy đổi là: 1 SDR = 1,135 EUR = 1,51 USD.